# Talivittaticella axiomorpha
Talivittaticella axiomorpha is een mosdiertjessoort uit de familie van de Catenicellidae. De wetenschappelijke naam van de soort is voor het eerst geldig gepubliceerd in 1985 door Gordon & d'Hondt.